# درخت تیردان
درخت تیردان (نام علمی: Aloe dichotoma) گونه‌ای از سگل‌ها (آلوئه‌ها) است که بومی آفریقای جنوبی، به‌ویژه استان کیپ شمالی در آن کشور، و بخش‌هایی از جنوب نامیبیا است.
بوشمنها که بومیان منطقه هستند شاخه‌های توخالی این درخت را تراشیده و از آن به عنوان تیردان برای تیر و پیکان‌های خود استفاده می‌کنند و به این خاطر به این درخت، درخت تیردان (در انگلیسی: quiver tree، در آفریکانس: kokerboom) گفته می‌شود.
جنگل‌های خودروی کمی از درختان تیردان وجود دارد. یکی از نمونه این جنگل‌ها در حدود ۱۴ کیلومتری شمال شهر کِیتمانس‌هوپ در نامیبیا واقع شده و جنگل دیگری نیز در گانابوس در کیپ شمالی آفریقای جنوبی قرار دارد.